# 巴拉顿塞派兹德
巴拉顿塞派兹德（匈牙利語：Balatonszepezd）是匈牙利维斯普雷姆州所辖的一个村，位于巴拉顿湖湖畔，总面积25.06平方公里，总人口404，人口密度16.1人/平方公里（2010年1月1日）。